# Zoya (inslagkrater)
Zoya is een inslagkrater op de planeet Venus. Zoya werd in 1985 genoemd naar Zoya, een Russische meisjesnaam.
De krater heeft een diameter van 20 kilometer en bevindt zich in het quadrangle Pandrosos Dorsa (V-5).